# 安德魯·畢曉普
安德魯·畢曉普（英語：Andrew Bishop；1985年8月7日—）是一位威爾斯橄欖球運動員。他是威爾斯國家橄欖球隊的一員，代表威爾斯參加了2010年橄欖球六國錦標賽的比賽。